# Penarth
Penarth è una città nel distretto di contea di Vale of Glamorgan; si trova a 8,4 km a sud-ovest di Cardiff, la capitale del Galles, ed è situata sulla sponda settentrionale dell'estuario del Severn, all'estremità meridionale della baia di Cardiff.
Penarth è la località balneare più lussuosa della zona urbana di Cardiff e la seconda maggiore città nel Vale of Glamorgan, superata soltanto dal centro amministrativo di Barry.

## Amministrazione

### Gemellaggi
- Saint-Pol-de-Léon